# آلفرد رادکلیف براون
آلفرد رجینالد رادکلیف براون به انگلیسی Alfred Reginald Radcliffe-Brown؛ (۱۷ ژانویه ۱۸۸۱–۲۴ اکتبر ۱۹۵۵) انسان‌شناس اجتماعی اهل انگلستان بود که نظریه کارکردگرایی ساختاری را توسعه بخشیده است.
آلفرد در بیرمنگام، انگلستان به دنیا آمد. وی پسر دوم از آلفرد براون کارمند یک کارخانه سازنده، و همسرش هانا (موسوم به رادکلیف) بود. او بعدها نام خانوادگی خود را به رادکلیف براون تغییر داد. رادکلیف بودن نام قبل از ازدواج مادرش است. او در مدرسه کینگ ادوارد، بیرمنگام، و ترینیتی کالج، کمبریج تحصیل کرده بود.